# Чемерница (река)
Чемерница је река у југозападној Србији, лева притока Западне Мораве. Извире у Ваљевским планинама између Маљена и Сувобора. Тече према југоистоку ка Чачанској котлини и долини Западне Мораве и тече паралелно са њима. После примања леве притоке Дичине поново скреће према југу и улива се у Западну Мораву низводно од Чачка.
Дуга је 41 km. Одводи воду са Ваљевских планина и Рудника. Површина слива је 621 km². Речни систем и слив Чемернице су изразито асимерични јер она скоро све притоке прима са леве стране, нарочито у доњем току. Неке од њих као на пример Дичина јаке су скоро као и сама Чемерница. 